# 地球の未来

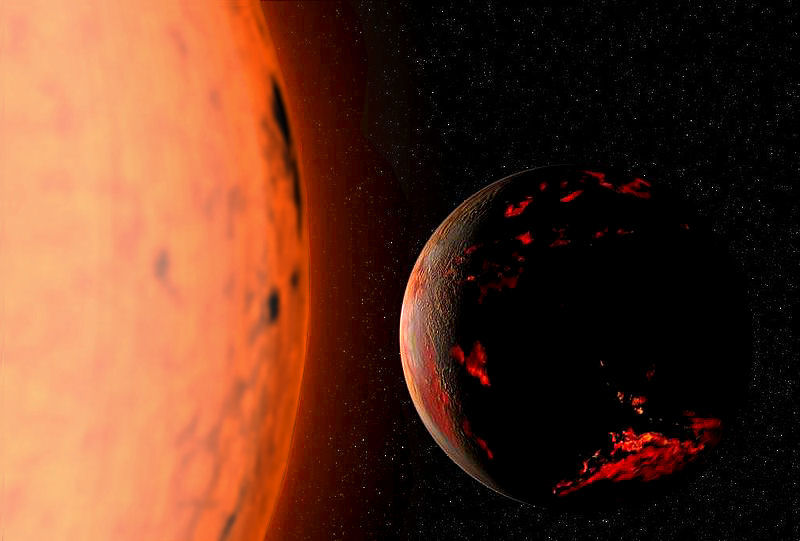
現在から約70億年後、赤色巨星段階に突入した太陽に焼かれる地球の予想イラスト

本項では、推定される 地球の未来 について記述する。

## 概要
生物学的・地質学的な地球の未来の推定は、長期的に存在するいくつかの影響因子が、将来的にもたらす結果の予想に基づいて行われる。長期的な影響因子には、地球表面の化学的性質、地球内部の冷却速度、太陽系のほかの物体による重力作用、絶え間なく増加する太陽光度などが挙げられる。地球の未来の推定における不確定要素のひとつは、人類がもたらしたテクノロジーによる現在進行中の影響である。そのようなテクノロジーの一例である地球工学は、この惑星に重大な変化をもたらす可能性がある。現在進行中の完新世絶滅 はテクノロジーによって引き起こされており、その影響は最長で500万年間にわたって継続する可能性がある。一方で、テクノロジーは人類の絶滅を招く可能性もある。人類絶滅後の地球は、長期的で自然なプロセスのみに由来する、より緩慢な変化のペースを徐々に取りもどしていく。
何億年もの歳月の間には、偶発的な天文現象が地球全体の生物圏にリスクをもたらし、大量絶滅を招く可能性がある。例として、直径5–10 km (3.1–6.2 mi)以上の彗星または小惑星の衝突、近地球超新星と呼ばれる大規模な爆発（太陽から半径100光年の範囲で起きる超新星爆発）などの天文現象が挙げられる。
その他の大規模な地質学的現象は、より簡単に予測できる。地球温暖化の長期的影響を無視した場合、ミランコビッチ説により、少なくとも第四紀氷河時代が終わりを迎えるまでの間、地球は氷期を経験し続けると予測される。氷期は地球の軌道離心率、赤道傾斜角、および歳差運動における変化によって引き起こされる。プレートテクトニクスにおいては、現在進行中のウィルソンサイクルの一環として、2億5000万 - 3億5000万年後にひとつの超大陸が形成される可能性が高いと考えられている。現在から15億 - 45億年後の間のどこかの時点で、地球の赤道傾斜角はカオス的な変動を経験する可能性があり、その場合の赤道傾斜角は最大で90度に達する。
今後の40億年間、太陽の光度は絶えず増加を続け、地球にとどく太陽放射の増大をもたらす。太陽放射の増大はケイ酸塩鉱物の風化を加速させて炭酸塩-ケイ酸塩サイクルに影響し、大気中の二酸化炭素濃度を低下させる。今から6億年後には、地球の二酸化炭素濃度はC3型光合成を継続するための水準を下回り、樹木の生存は不可能になる。一方で、一部の植物はC4型光合成を利用しており、10ppmという低い二酸化炭素濃度でも存続することができる。しかしながら、長期的な傾向は陸上の植物をすべて死滅させることになる。地球の食物連鎖の基礎である植物の絶滅は、ほとんどすべての動物の死も意味する。
約10億年後には、太陽の光度は現在よりも10パーセント増加する。これにより地球の大気は「湿潤温室状態」に入り、正のフィードバックによって海洋の蒸発が急激に進行する。海洋が消滅すると、プレートの運動は終わりを迎える可能性が高く、同様に炭素循環のメカニズムも失われる。20億 - 30億年後には、地球の磁気ダイナモが停止する可能性があり、それは磁気圏の崩壊をもたらし、外気圏から宇宙空間への軽元素の流出を増加させる。現在から40億年後、地表温度の上昇により暴走温室効果が引き起こされ、地球表面は高温によって融解する。この時点で地球のすべての生命が絶滅することになる。もっとも可能性の高い地球の最期は、およそ75億年後、赤色巨星段階に入り、現在の地球軌道を超えるほどに膨張した太陽によって飲み込まれるというものである。ただし、太陽がどうやって膨張し地球にどのような影響を与えるのか正確に予測するのは困難とされる場合もある。

## 人類の影響
生物圏において人類は重要な役割を演じており、 膨大な世界人口は地球上の生態系の多くを左右している。人類の影響は、完新世絶滅として知られる、現在進行中の広範囲におよぶ他種の大量絶滅を引き起こしている（現代は地質時代区分では完新世に含まれる）。1950年代からの人類の影響による大規模な種の絶滅は、生物危機と呼ばれており、2007年時点で種全体の10パーセントが失われたと推定されている。現在のペースでは、今後の100年間で種全体の約30パーセントが絶滅の危機に瀕することになる。完新世絶滅を引き起こしている要因としては、生息地破壊、外来種の拡散、狩猟、そして気候変動が挙げられる。現代において、人類の活動は地球表面に重大な影響をもたらしている。地表面積の3分の1以上が人類によって改造されており、地球上の基礎生産の20パーセントを人類が使用している。産業革命開始以来、大気中の二酸化炭素濃度は30パーセント近く上昇した。
長期化した生物危機がもたらす影響は、最低でも500万年にわたって持続すると予測されている。その結果として、生物多様性の減少や生物群系の均一化、変化によく対応する日和見種（害虫・雑草など）の拡散がもたらされる可能性がある。一方で、新種の出現も予想される。特に、人類の影響が大きい生態系において繁栄するタクソン（分類群）は急速に多様化して、多くの新種を生み出す可能性がある。微生物は、栄養豊富なニッチ（生態的地位）の増加により恩恵を受ける可能性が高い。現存する大型脊椎動物の新種が出現する可能性は低く、一方で食物連鎖の短縮が起きる可能性は高い。
地球規模の影響をもたらし得る既知のリスクについては、多数のシナリオが存在している（地球滅亡のリスクを参照）。人類が自ら引き起こすリスクには、気候変動、ナノテクノロジーの乱用、核兵器による大量殺戮、プログラムされた超知能による戦争、遺伝子工学が生み出す伝染病、物理学的実験が引き起こす災害などが含まれる。同様に、いくつかの自然現象も人類の存続を危険に晒す可能性がある。強い病毒性をもつ疾病、隕石衝突、暴走温室効果、資源の枯渇などがそこに含まれる。これらのシナリオが実際に起こる確率を推定することは、ほとんど不可能と言えるほどに困難である。
人類が絶滅すると仮定した場合、絶滅後には人類によるさまざまな建造物も朽ちて崩壊していく。最大級の建造物でも約1000年でその数が半減すると推定される。もっとも長く残存すると考えられる建造物は、露天掘りの採鉱場、大規模な埋め立て処分場、主要な幹線道路、大規模な運河、アースダムなどである。ギザのピラミッド群、ラシュモア山の彫刻などいくつかの石造りの巨大モニュメントは、100万年後でも何らかの形で残存する可能性がある。

## 偶発的事象

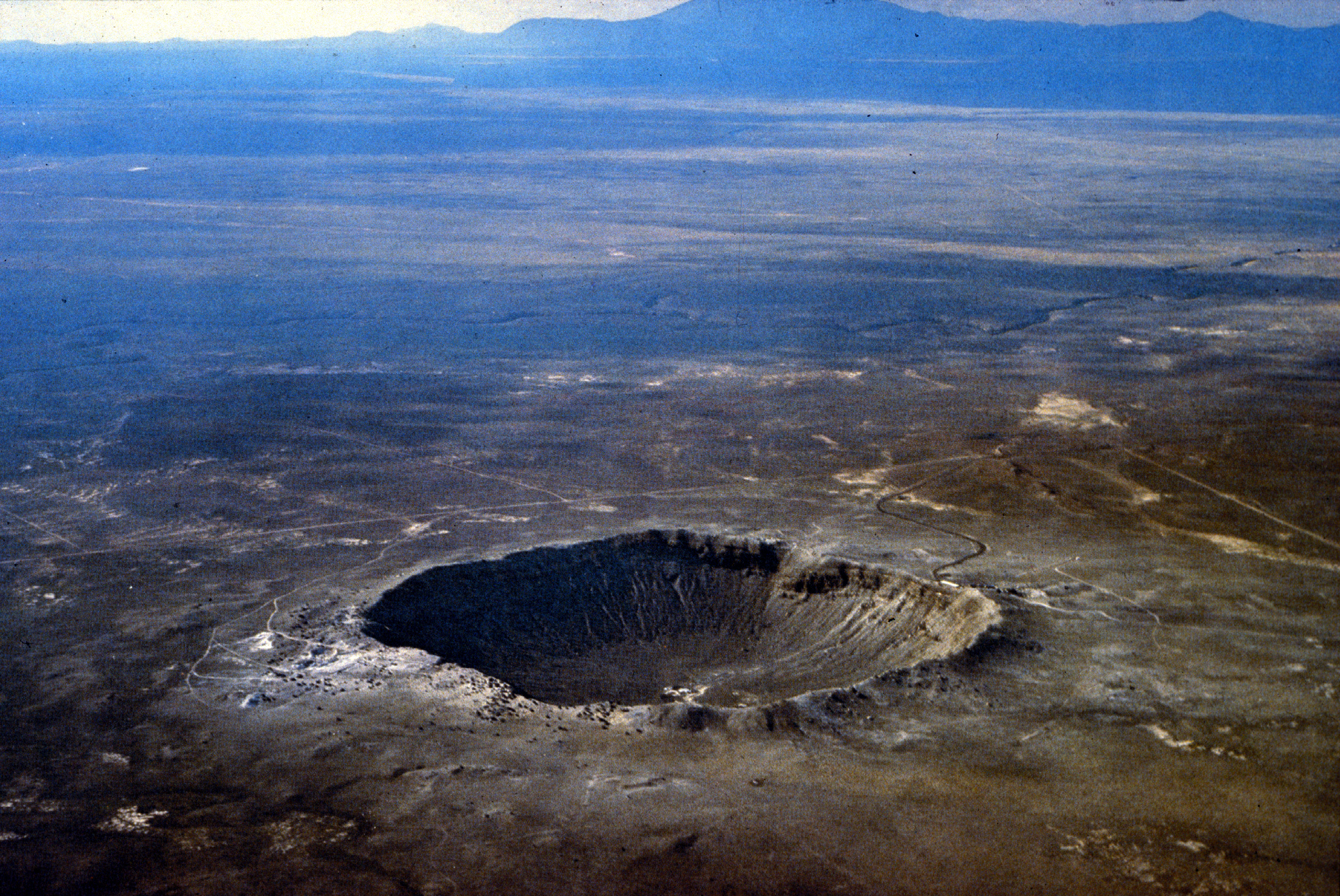
アリゾナ州フラッグスタッフにあるバリンジャー・クレーターは、地球への他の天体の衝突の証拠を示している。

太陽系が銀河系を公転する過程において、ほかの恒星が偶発的に接近し、太陽系に破壊的な影響をもたらす可能性がある。ほかの恒星との近接遭遇は、オールトの雲に属する彗星の近日点距離を著しく減少させる（オールトの雲は太陽の0.5光年以内の軌道を回る、氷の天体群による球殻状の領域）。その結果、恒星の接近によって内太陽系に到達する彗星の数が40倍に増加する可能性がある。彗星の地球への衝突は、地球上の生命が大量絶滅する引き金になり得る。破壊的な影響をもたらす恒星の接近は、4500万年に1回の平均頻度で発生する。太陽と、太陽近傍に存在するほかの恒星との衝突が発生する平均間隔は、およそ3 × 1013 年（30兆年）であるが、これは天の川銀河の推定年齢（1.3 × 1010歳）よりもはるかに長く、そのような事象が地球の一生において起こる確率の低さを示している。
直径5–10 km (3.1–6.2 mi)以上の小惑星または彗星の衝突によるエネルギーは、地球規模の環境災害を引き起こすのに十分であり、種の絶滅に統計学的に有意な増加をもたらす。大規模な衝突により散乱する細かいちりの雲は、地球を覆い隠し、1週間のうちに地表温度を約15 °C (27 °F)低下させ、光合成も数ヶ月にわたって中断される。大規模な天体の衝突が発生する平均間隔は、最低でも推定1億年である。シミュレーションでは、このような衝突頻度は過去5億4000万年間において5 - 6回の大量絶滅と、それよりも深刻度の低い20 - 30の事象を引き起こしたとされる。この数字は、顕生代における大規模絶滅の地質記録と一致する。天体の衝突による災害は未来においても継続すると見られている。
超新星は恒星の劇的な爆発であり、天の川銀河においては超新星爆発が40年に1度の平均頻度で発生している。地球史上では、多数の超新星爆発が100光年以内の距離で発生してきた可能性が高い。地球から100光年以内での超新星爆発は、放射性同位体で地球を汚染し、生物圏に影響を与える場合がある。超新星が発するガンマ線は大気中の窒素と反応し、亜酸化窒素を生成する。亜酸化窒素の発生は、太陽の紫外線から地上を保護しているオゾン層の破壊を引き起こす。UV-B紫外線が10 - 30パーセント増加するだけで、地球上の生命（特に、海洋食物連鎖の土台をなす植物プランクトン）は甚大な影響を受けることとなる。地球から26光年の距離での超新星爆発はオゾンの柱密度を半減させる。地球から32光年以内の距離での超新星爆発は、数億年に1度の平均頻度で発生しており、数世紀にわたって持続するオゾン層の減少が引き起こされている。今後の20億年間で、地球の生物圏へ大きな影響を与えるような超新星爆発は約20回、ガンマ線バーストは1回発生することが予測される。
徐々に増加する惑星間の重力摂動の影響は、長期間にわたる内太陽系全体のカオス的振る舞いを引き起こす。数百万年以下の期間においては、この現象が太陽系の安定性に大きな影響をおよぼすことはないが、数十億年という期間においては太陽系の惑星軌道が予測不可能になる。太陽系の進化のコンピュータシミュレーションでは、今後の50億年間で地球とほかの惑星（水星、金星または火星）の衝突が起こる確率は小さい（1パーセント未満）ことが示唆されている。同じ期間において、通過する恒星の重力によって地球が太陽系から投げ出される確率は約10万分の1である。それが実際に起こった場合、海洋は数百万年以内に凍結し、わずかな液体の水が地下14 km (8.7 mi)に残されることとなる。凍結するかわりに、地球が通過する連星系の軌道に乗り、生物圏が無傷で保たれる可能性もわずかながら存在する。その確率は約300万分の1である。

## 軌道と自転
太陽系の地球以外の惑星による重力摂動は、地球の軌道と地軸の傾きに変化を与える。これらの変化は地球の気候に影響をおよぼす可能性がある。

### 氷河作用
地球には周期的な氷河時代が存在しており、氷河時代においては大陸の高緯度地域が一定期間ごとに氷床で覆われる。氷河時代は、プレートの動きに起因する海流または気候の変化によって引き起こされている可能性がある。ミランコビッチ説では、氷河時代における氷期は、天文学的な現象と気候のフィードバック機構が合わさって作用することで起こるとされる。主な天文学的要因には、通常より高い軌道離心率、赤道傾斜角の減少、夏至と遠日点の一致が挙げられる。これらの現象はすべて周期的に発生する。例として、軌道離心率は10万年周期または40万年周期で変化しており、その値は 0.01未満 - 0.05 の範囲で変動する。この数値は地球の軌道短半径が、軌道長半径の99.95パーセントから軌道長半径の99.88パーセントの間で変動することに相当する。
現代の地球は第四紀氷河時代として知られる氷河時代を経験している状態であり、現在は完新世の間氷期にあたる。通常、この間氷期は約2万5000年後に終了すると予想されている。しかしながら、人類による大気圏への二酸化炭素の放出量の増加により、次の氷期は最低でも現在から5万 - 13万年後になるまで到来しない可能性がある。一方で、限定された期間（2200年までに化石燃料の使用が停止すると仮定した場合）の地球温暖化が氷期に与える影響は5000年程度しか持続しないと予想される。したがって、数世紀分の温室効果ガスを排出したことによる短期間の地球温暖化は、長期的に見れば限定的な影響をもたらすにとどまる可能性が高い。

### 赤道傾斜角

潮汐バルジによって生じる潮汐トルクは地球の自転速度を減速し、同時に月の公転速度を加速する。（図の縮尺は正しくない）

地球-月系の潮汐加速によって地球の自転速度は減速されており、地球 - 月の距離は増加している。さらに、核とマントルとの間、および大気と地表との間で発生する摩擦効果は地球の自転エネルギーを散逸させる。これらの作用により、1日の長さは今後の2億5000万年で1.5時間以上延長され、赤道傾斜角も0.5度増加すると予測されている。同じ期間では、月までの距離が約1.5地球半径増加する。
コンピュータモデルでは、月の存在が地球の赤道傾斜角を一定に保っていることが示されている。月によるこの効果は、地球が劇的な気候変動を回避する助けになっている可能性がある。赤道傾斜角の安定は、月によって地球自転軸の歳差運動が加速され、自転軸の歳差周期と、地球の公転軌道面（黄道面）変動周期の共鳴が回避されることでもたらされる。しかしながら、月の軌道の軌道長半径は増加し続けており、それに合わせて赤道傾斜角の安定作用も減少していく。未来のどこかの時点で、摂動効果が地球の赤道傾斜角にカオス的な変動をもたらす可能性が高い。その場合、軌道面に対する赤道傾斜角は最大で90度に達する。この大変動は、現在から15億年後 - 45億年後の間に起こると予想されている。
地軸が大きく傾いた状態は、地球の居住可能性を崩壊させる可能性が高い。地球の赤道傾斜角が54度を超えると、赤道上の年間日射量は極地よりも少なくなる。地球は最長で1000万年間にわたって、赤道傾斜角が60度 - 90度の状態を維持する可能性がある。

## 地球力学

パンゲア大陸は現時点では最後に形成された超大陸である。

テクトニクス（岩石圏の動き）に起因する現象は遠い未来にわたって継続し、地球表面は構造隆起・噴出・侵食によって絶えず変形を続ける。今後の1000年間でヴェスヴィオ山は約40回にわたって噴火すると予測されている。同じ期間では、サンアンドレアス断層においてマグニチュード8以上の地震が5 - 7回発生し、全世界ではマグニチュード9の地震が約50回発生すると考えられる。同様に、今後の1000年間にはマウナ・ロア山が約200回の噴火を起こし、オールド・フェイスフル・ガイザーの噴出は停止する可能性が高い。ナイアガラの滝は上流への移動を継続し、およそ3万 - 5万年後にはニューヨーク州バッファローに到達する。
今後の1万年で、後氷期隆起現象によりバルト海の水深は約90 m (300 ft)減少し、同様にハドソン湾の水深も100 m減少する。10万年後にはハワイ島は北西におよそ9 km (5.6 mi)移動する。その頃には地球は新たな氷期に突入している可能性がある。

### 大陸移動
プレートテクトニクス理論により、地球上の大陸が、年間数センチメートルの速度で地球表面上を移動することが証明されている。この現象は未来においても継続していくと予想され、プレートの移動と衝突が引き起こされる。大陸移動はふたつの要因（地球内部のエネルギー発生と水圏の存在）によって促進される。そのどちらかが失われた場合、大陸移動は停止する。地球内部で発生する崩壊熱は、マントルの対流およびプレートの沈み込みを、最低でも今後の11億年間にわたって維持するのに十分である。
現時点で、北アメリカ大陸と南アメリカ大陸はアフリカ・ヨーロッパから遠ざかるように西に移動している。研究者は、この現象が未来においてどのように継続するかについて、いくつかのシナリオを提示している。それらの地球力学的モデルは、海洋地殻が大陸の下に潜る際の沈み込みによって2種類に分類できる。内転型モデルでは、新しく、内側の大西洋が優先的に沈み込みこまれ始めることで、南北アメリカ大陸の移動方向が現在とは逆になる。外転型モデルでは、古く、外側の太平洋が引き続き優先的に沈み込みこまれることで、南北アメリカ大陸は東アジアに向けて移動する。　
地球力学における理解が深まることにより、これらのモデルも修正されることになる。例として、2008年に実施されたコンピュータシミュレーションは、マントル対流の再構成が今後の1億年において発生し、南極大陸を取り囲むようにアフリカ・ユーラシア・オーストラリア・南極・南アメリカの各大陸による超大陸が形成されることを予測した。
大陸移動がもたらす結果とは関係なく、継続的なプレートの沈み込みプロセスは海水をマントルに輸送し続ける。地球物理学的モデルによる予測では、現在から10億年後には、海洋質量の27パーセントが沈み込まれる。この沈み込みプロセスが妨げられることなく続いた場合、地球表層に存在する水量は、現在の海洋質量の65パーセントの水準に減少するまで安定化しない。

#### 内転
クリストファー・スコティーズとその同僚は、 パレオマップ・プロジェクトの一環として、数億年先の未来までの大陸の動きを精密に示した。スコティーズらのシナリオでは、現在から5000万年後には地中海が消失し、ヨーロッパとアフリカの衝突によって現在のペルシャ湾の位置までのびる山脈が誕生する。オーストラリアはインドネシアと合体し、バハ・カリフォルニア半島は海岸に沿って北上する。新たな沈み込み帯が南北アメリカ大陸の東の沖に出現し、東の海岸線に沿って山脈が形成される。南方では、南極の北上によって南極氷床はすべて融解し、同様にグリーンランド氷床も融解するため、海洋平均水位は90 m (300 ft)上昇する。大陸の集中は地球の気候に変動をもたらす。

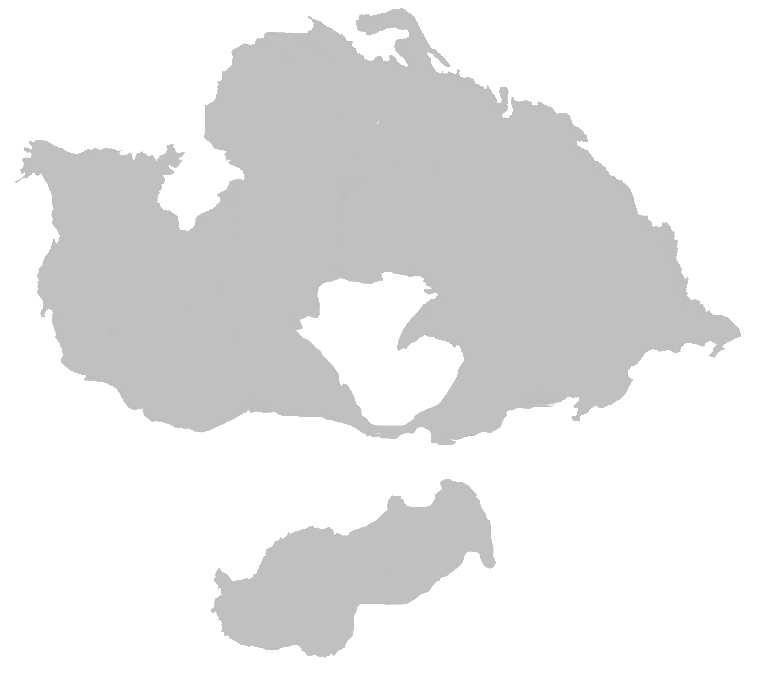
パンゲア・ウルティマ大陸（未来の超大陸として想定される三つのモデルのうちのひとつ）のおおまかな形状

このシナリオでは、大陸の広がりは現在から1億年後に最高潮に達し、その後すべての大陸の合体が始まる。2億5000万年後には北アメリカがアフリカと衝突し、時を同じくして南アメリカはアフリカの南端を包み込むように合体する。大陸の合体により、新たにひとつの超大陸（パンゲア・ウルティマ大陸として知られる）が形成され、一方で拡大した太平洋は地球の半分の領域にわたって広がることになる。南極大陸は方向を180度転換して南極点に舞いもどり、新たに氷帽を形成する。

#### 外転
現在の大陸の動きを最初に推定した科学者は、カナダの地質学者でハーバード大学名誉教授を務めるポール・F・ホフマンだった。1992年、ホフマンは南北アメリカ大陸が太平洋の横断を続け、シベリアを軸に旋回した後、アジアとの合体を始めると予測した。ホフマンは、この結果として生まれる超大陸をアメイジア大陸と名づけた。その後、1990年代にはロイ・リバモアも同様のシナリオを予測した。リバモアの予測では、南極大陸が北上し、東アフリカとマダガスカルがインド洋を横切ってアジアと衝突するとされた。
ある外転型モデルでは、大陸の合体によって太平洋が完全に閉じられるのは現在から約3億5000万年後になる。太平洋の閉鎖は、現在進行中のウィルソン・サイクル（大陸が分裂と集合を約4億 - 5億年周期で繰り返すとする理論）の完了を示すことになる。 超大陸の形成後には、沈み込みの速度が1桁分も減少するため、プレートの動きは長期的に不活発になる可能性がある。こうしてプレートの動きが安定期を迎えると、マントルの温度は1億年（過去存在した超大陸の最短存在期間）ごとに 30–100 °C (54–180 °F) の速度で上昇する。マントル温度の上昇は火山活動の活発化をもたらす可能性がある。

#### 超大陸
超大陸の形成は地球環境に劇的な影響をもたらす。プレート同士の衝突は造山運動を引き起こし、それにより天候パターンが変化する。氷河・氷床の増加により、海洋水位は低下する可能性がある。超大陸の出現は、地殻表層の風化速度を上昇させる可能性があり、それは有機物埋没率の増加（二酸化炭素濃度の低下）をもたらす。地球の気温は低下し、大気中の酸素濃度は上昇する。酸素濃度の増加は気候に影響を与え、さらなる気温の低下を引き起こす。これらの変化はすべて、新たなニッチ（生態的地位）の出現につながり、生物の進化を加速する可能性がある。
超大陸はマントルを覆い、マントルからの熱移動を抑制する。閉じ込められた熱の集中により火山活動が引き起こされ、噴出した玄武岩質の溶岩が洪水のように広範囲を覆う。リフト (地質)が形成され、超大陸は再び分裂することになる。超大陸の分裂が開始されると、（白亜紀での例と同様に）地球は気候の温暖化を経験する可能性がある。

### 外核の凝固
地球の核領域は鉄を主成分としており、半径1,220 km (760 mi)の内核（固体）と、半径3,480 km (2,160 mi)の外核（液体）に分かれている。外核領域では地球の自転によって対流渦が起こり、ダイナモとして機能することで磁場が生まれる。これにより形成される地球の磁気圏は、太陽風の粒子を偏向し、スパッタリングによって大気圏が著しく浸食されることを防ぐ。核からの熱がマントルに向けて外側に伝達されると、最終的な熱の流れは外核（液体）内側の境界を凝固させ、熱エネルギーが放出され、内核（固体）が拡大する。この鉄の結晶化プロセスは
10億年間にわたって継続しており、現代でも内核の半径は平均年間0.5 mm (0.02 in)の速度で拡大し、それに合わせて外核は失われる。この内核の成長プロセスは、ダイナモを駆動するためのエネルギーのほぼすべてを供給している。
内核の成長により、現在から30億 - 40億年後には外核のほとんどが消費され得ると予測されている。その後には、鉄とその他の重元素による、ほぼ固体の中心核が形成される。残存する液体の外層は、比較的軽い元素を主成分とすることになり、もはや混合はあまり起こらない。別の可能性として、どこかの時点でプレートの運動が終了することで地球内部の冷却効率が低下し、内核の成長が停止することが考えられる。いずれの場合も、内核の成長は磁気ダイナモの消失をもたらす可能性がある。ダイナモ機能の喪失は、地球の磁場をおよそ1万年で崩壊させる。磁気圏の消失は、地球の外気圏から宇宙空間への軽元素（特に水素）の散逸を増長し、生命の存在に適した環境は損なわれる。

## 太陽の進化
太陽は、水素をヘリウムに転換する熱核融合反応をエネルギー源としている。この核反応プロセス（陽子-陽子連鎖反応）は太陽の中心核領域で起こっている。太陽核では対流は起こらず、核融合で生じたヘリウムは太陽全体に拡散することなく、中心核に蓄積される。太陽核の温度は、トリプルアルファ反応と呼ばれるヘリウム原子による核融合反応が起こるには低温すぎるため、これらのヘリウム原子は太陽の静水圧平衡を維持するのに必要なエネルギー総発生量に寄与しない。
現在までに太陽の中心核にある水素のほぼ半分が消費されており、残った原子は主としてヘリウムで占められている。単位質量あたりの水素原子数が減少すると、水素の核融合反応で発生するエネルギー出力も減少する。これにより中心核の圧力が減少し、中心核の収縮が始まる。密度と温度の上昇により、中心核の圧力が、より上層の物質からの重力と平衡するまで収縮は続く。温度の上昇は残存する水素の核融合反応効率を増加させ、この平衡を維持するのに必要なエネルギーが発生する。

現在との比較における太陽の光度・半径・有効温度の進化。Ribas (2010)より

この一連のプロセスは、太陽のエネルギー出力を絶え間なく増加させる。主系列星になった当初、太陽の光度は現在の70パーセントに過ぎなかった。太陽光度は1億1000万年につき1パーセントのペースで、ほぼ直線的に増加してきている。同様に、30億年後の太陽光度は現在よりも33パーセント増加することが予想される。50億年後には中心核の水素が遂に使い果たされ、太陽光度は現在よりも67パーセント増加する。その後は中心核の周囲の殻で水素の核融合プロセスが継続される。このプロセスは太陽が現在よりも121パーセント光度を増すまで続き、その時点で太陽は主系列星としての一生を終える。太陽はその後、準巨星段階を経て赤色巨星に進化することになる。
中心核の水素がなくなる時期には、天の川銀河とアンドロメダ銀河の衝突が始まっている可能性が高い。銀河同士の衝突は、太陽系を新しく形成される銀河からはじき出す可能性があるものの、太陽と太陽系の惑星に悪影響を与える可能性は低いと考えられている。

### 気候への影響
気温の上昇は化学反応プロセスを加速し、ケイ酸塩鉱物の風化速度は上昇する。ケイ酸塩鉱物の風化プロセスは、二酸化炭素ガスを固体の炭酸塩に転換する。現在から6億年以内に、大気中の二酸化炭素濃度はC3型光合成を継続するためのしきい値（50ppm）を下回る。この時点で、現在の形態の樹木・森林は存続することができなくなる。最後に生き残る樹木は常緑針葉樹となる。一方でC4型光合成は、はるかに低い二酸化炭素濃度（10ppm超）でも継続することができる。C4型光合成を利用する植物（C4植物）は、最短でも現在から8億年後、長ければ12億年後まで生存する可能性がある。現在から12億年後には、上昇する気温により生物圏の維持は不可能になる。目下、C4植物は地球上の植物バイオマスの約5パーセントに相当し、既知の植物種の1パーセントを占めている。例として、イネ科の植物の約50パーセントがC4型光合成経路を利用しており、同様にヒユ科の植物の多くがC4型光合成経路を利用する。
二酸化炭素濃度がかろうじて光合成を継続できる限界の水準まで低下すると、大気中の二酸化炭素の比率は揺れ動き、上昇と下降を繰り返すと予想される。これにより、二酸化炭素濃度が（地殻活動と動物の影響によって）上昇するたびに陸上の植物は繁栄することができる。しかしながら、長期的な傾向においては残存する二酸化炭素も、その大半が大気中から失われることになり、最終的に陸上の植物はすべて死滅することになる。一部の微生物はわずかな二酸化炭素濃度（数ppm）でも光合成を行うことが可能であり、このような生命体は気温の上昇や生物圏の喪失によってのみ絶滅を迎えると考えられる。
植物（延長して考えるならば動物も）は、その生存戦略を進化させることで存続期間を延長できる可能性がある。例としては、光合成プロセスに要する二酸化炭素濃度を減少させる、食虫植物に進化する、乾燥に適応する、菌類の従属栄養植物に進化するなどが挙げられる。これらの適応現象は、地球が湿潤温室状態に入る直前の時期に出現する可能性が高い。
植物の死は、最終的には酸素（およびオゾン）の減少をもたらす。酸素・オゾンは動物の呼吸、大気中で起こる化学反応、火山の噴火などによって失われ、それはDNAを損傷する紫外線への減衰作用を低下させるだけでなく、動物の生存を不可能にする。動物の絶滅は、最初に大型哺乳類、次に小型哺乳類、鳥類、両生類、大型魚類、爬虫類と小型魚類、そして最後に無脊椎動物という順で発生することになる。絶滅が実際に起こる前に、動物は高地のような低温のレフュジア（refugia、退避地）に集中すると予想される。そのような場所では陸地の表面積が減少するため、個体群のサイズは制限される。小型の動物は大型のものに比べて必要な酸素量が少ないため、より長く生存すると考えられる。一方、長距離を移動することができる鳥類は、低温の場所を探す能力に長けており、哺乳類よりも生存に有利である。
ピーター・D・ウォードとドナルド・ブラウンリーは、その著作『The Life and Death of Planet Earth』のなかで、地球上の植物のほとんどが死滅したとしても、一部の動物は生存し続ける可能性があると主張した。
ウォードとブラウンリーは、バージェス頁岩（カナダ、ブリティッシュコロンビア州）の化石資料を利用してカンブリア爆発時の気候を推定し、それを活用して太陽光度の増加と酸素濃度の減少による気温の上昇が、動物の最終的な絶滅をもたらすであろう未来の気候を予測した。ウォードらの予想では、一部の昆虫、トカゲ類、鳥類、小型哺乳類および海洋動物は、植物の大量絶滅後でも存続する可能性がある。しかしながら、植物による酸素の補充が得られない状況では、生き残った動物も数百万年以内に窒息により絶滅する可能性が高い。ある種の光合成が継続されることにより、十分な酸素が大気中に残されると仮定した場合でも、上昇し続ける地球の気温は徐々に生物多様性の減少をもたらすと考えられる。
地球の気温が上昇し続けるなか、生き残った動物は極地（および地下）に追いやられる。それらの動物は主として極夜に活動し、酷暑の白夜は夏眠状態で過ごすことになる。地表のほとんどは不毛な砂漠になっており、ほとんどの生命は海洋に存在している。しかしながら、陸上から海洋に流入する有機物の量が減ると、水中の酸素量も減少していく。そして陸上の生命と同様の過程を経て、水中の生命も絶滅に追いやられる。この絶滅プロセスは、淡水種の消滅から始まり、無脊椎動物の消滅で締めくくられる。もっとも長く生存する無脊椎動物は、生きた植物に依存しない生物（シロアリなど）や、熱水噴出孔に生息する生物（ガラパゴスハオリムシ属の環形動物など）であると考えられる。これらの絶滅プロセスの結果、多細胞生物は約8億年後に絶滅を迎える可能性がある。同様に、13億年後には真核生物が絶滅する可能性があり、その後には原核生物だけが残される。

### 海洋の消失

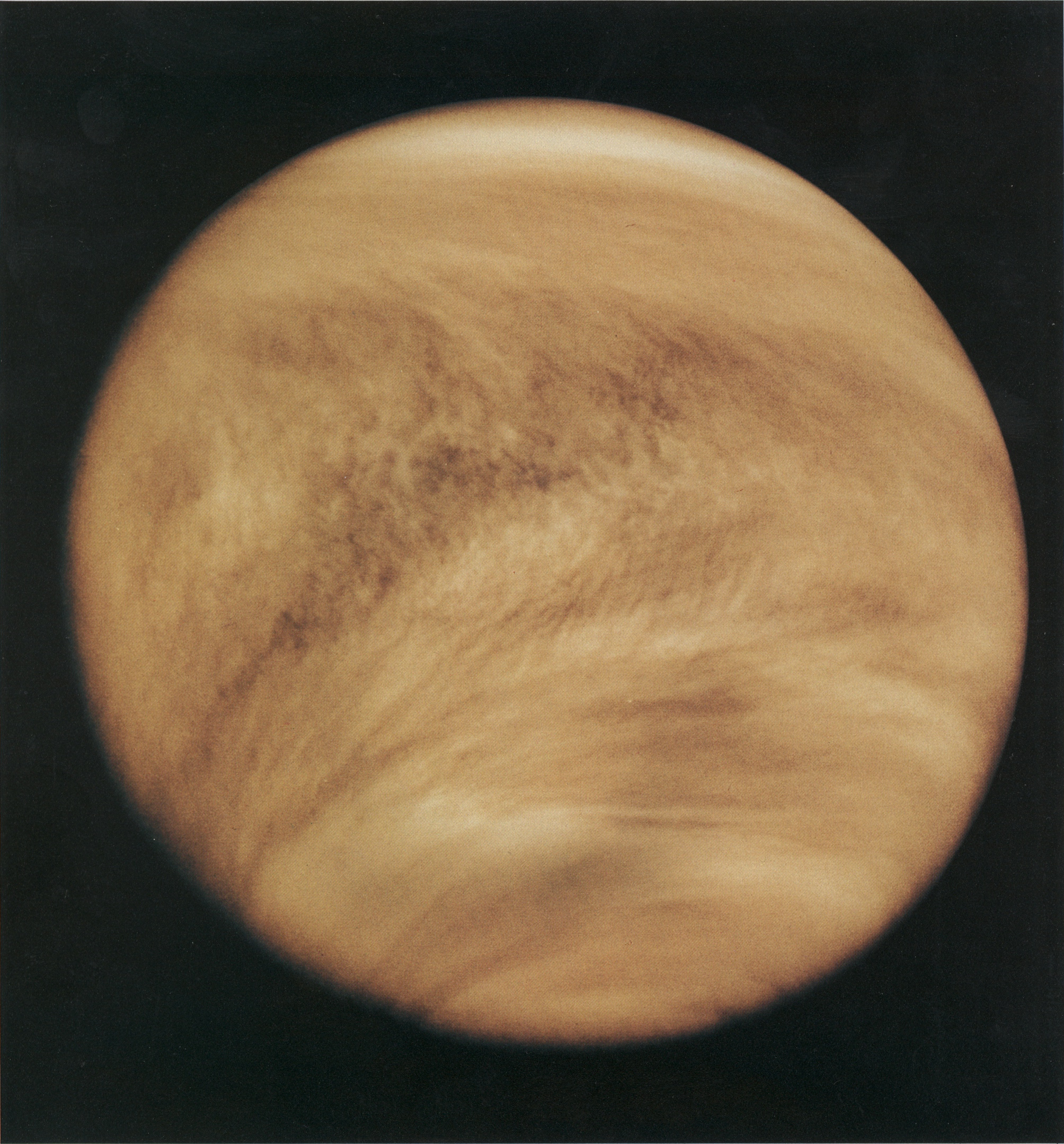
現在の金星の大気は「超温室」状態にある

10億年後には、現在の海洋の約27パーセントがマントルに沈み込まれる。一方、太陽光度が現在よりも10パーセント増加すると、地球表面の平均温度は320 K (47 °C; 116 °F)まで上昇する。その場合、地球の大気は「湿潤温室状態」に入り、海洋の蒸発が急激に進行する。未来の地球環境を予想したモデルによると、湿潤温室状態では成層圏に含まれる水蒸気が増加していく。それらの水蒸気が太陽からの紫外線を受け、水分子が光解離によって分解されると、水素が地球の大気圏から流出する。このプロセスの最終的な結果として、現在から約11億年後には地球から海水が消滅する可能性がある。
海洋が消滅した後も、深層地殻とマントルから絶えず水が放出されるため、地球表層には水が存在し続ける。深層地殻とマントルには、現在の海洋に存在する量の数倍の水が存在することになると予想される。水は極地にも一定量残ることが考えられ、時には暴風雨が発生する可能性もある。しかしながら、地球は基本的に乾燥した砂漠の惑星となり、赤道には大規模な砂丘地帯が広がっており、かつて海底だった場所に存在するいくつかの塩原は、チリのアタカマ塩原によく似た景観をもつことになる。
プレートは潤滑剤としての海水を失い、その運動は停止する可能性が高い。もっとも顕著な地質学的活動のサインは、マントルのホットスポット上に位置する楯状火山がもたらすことになる。こうした不毛な環境においても、地球上には微生物が生存している可能性があり、多細胞生物が存続している可能性も否定できない。それらの微生物の大半は好塩菌であると考えられるが、金星における生命の仮説のなかで主張されるように、大気中で生存できるよう進化している可能性もある。しかしながら、過酷さを増す環境により、現在から16億年後から28億年後の間にはそれらの原核生物も絶滅に追いやられる可能性が高い。そのなかでも最後まで生存する原核生物は、高緯度・高高度の場所に残る池の中や、氷が取り残された洞窟内に生息するものだと考えられる。一方、地下の生命はより長く存続する可能性がある。その後の変化の予測は、地殻活動のレベルに依存する。火山の噴火による絶え間ない二酸化炭素の放出は、地球の大気を金星の大気と同様の「超温室」状態に変える可能性があるが、既にプレートの運動が失われている可能性も高く、その場合ほとんどの炭酸塩は埋没したままで残される。赤色巨星と化して光度を増した太陽が、埋没した岩石を加熱し、二酸化炭素を放出させるまでその状態は続く。
未来における海洋の消滅は、地球の大気圧が低下していく場合、20億年にわたって先延ばしにされる可能性がある。より低い大気圧は温室効果の減少をもたらし、地表温度の上昇を抑える。この作用は、自然のプロセスによって窒素が大気から除去されることで発生する。有機堆積物の研究は、過去40億年間で最低でも100キロパスカル (0.99 atm)の窒素が大気中から取り除かれたことを明らかにしている。現在この100キロパスカル (0.99 atm)の窒素が大気中に解き放たれたと仮定すると、実質的に大気圧は2倍となる。このようなペースで起こる窒素の除去作用は、増加する太陽光度の影響を、今後の20億年間にわたって無効化することができる。
現在から28億年後までには、地球の表面温度は極地においても422 K (149 °C; 300 °F)に達する。この時点で、環境の悪化により生命はどのような形であっても存在できなくなる。地球表層の水がこの時点ですべて失われると仮定した場合、以降太陽が赤色巨星になるまで地球の環境は変動しない。約30億 - 40億年後には太陽光度が現在の値から35 - 40パーセント増加し、暴走温室効果が開始される。暴走温室効果により、大気温度は上昇し地表温度は約1,600 K (1,330 °C; 2,420 °F)に達する。この高温状態は地球表面を融解させる。一方で、太陽が赤色巨星段階に入るまでの間、地球はその大気のほとんどを維持する。
現在から28億年後に生命が絶滅すると、生命の痕跡は最終的には消滅し、非生物的なプロセスが残す痕跡に置き換えられると予想される。ただし、太陽が死滅した後も地球上に生命が存在すると考える科学者は少数ながら存在する。

### 赤色巨星段階

今の太陽 (主系列星段階) の大きさと赤色巨星段階の太陽の大きさの比較

太陽の中心核における水素の融合が終わり、中心核の殻の周囲の水素が融合され始めると、中心核は収縮を始め、一方で中心核より外側の層は膨張していく。その後の10億年間、太陽光度は絶え間なく増加していき、太陽が121億6700万歳になった時点での光度は、現在の光度の2730倍にも達する。この頃には地球の大気のほとんどが宇宙空間に散逸している。地球表面には溶岩の海が広がり、そのなかを金属・金属酸化物の大陸と耐火物の塊が漂っており、地表の温度は2,400 K (2,130 °C; 3,860 °F)を超える。一方、赤色巨星になった太陽の質量は、太陽風によって急激に失われていく。太陽風は太陽の質量の約33パーセントを流出させると予想される。太陽質量の減少は重力的な影響を弱め、太陽系の惑星が描く公転軌道は大きくなる。地球の軌道半径は最大で、現在の値の150パーセントまで増加する。
赤色巨星に向かう太陽の膨張は、その最終期においてもっとも激しくなる。太陽がおよそ120億歳になったとき、水星と金星は膨張する太陽に飲み込まれる可能性が高い。その時点での太陽の半径は最大1.2 AU (180,000,000 km)に達する。地球と太陽の外圏大気の間には潮汐作用が発生し、地球の公転軌道半径は減少する。太陽の彩層からの引力も軌道半径の減少に寄与する。これらの作用が太陽質量の変化による重力の減少を相殺するため、地球は太陽に飲み込まれていく可能性が高い。
地球の軌道が減衰され、地球が太陽に接近していくと、アブレーションと蒸発作用により地殻とマントルは失われる。その場合、最大でも200年ほどで地球は最終的に破壊されることになる。地球が消滅した後、その唯一の名残として、太陽の金属量の極わずかな増加（0.01パーセント）がもたらされる§IIC。
別の可能性として、地球が太陽に吸収される事態を免れた場合でも、太陽の大気からの引力は月の軌道を減衰する可能性がある。月の軌道半径が18,470 km (11,480 mi)まで減少すると、月は地球のロッシュ限界を超える。ロッシュ限界を超えた月は、地球との潮汐作用によって破壊され、崩れた月は環 (天体)に変化する。地球を周回する環のほとんどが減衰され、破片が地球に衝突し始める。したがって、太陽に地球が飲み込まれない場合でも、この惑星は月を失う可能性がある。

### 赤色巨星段階後

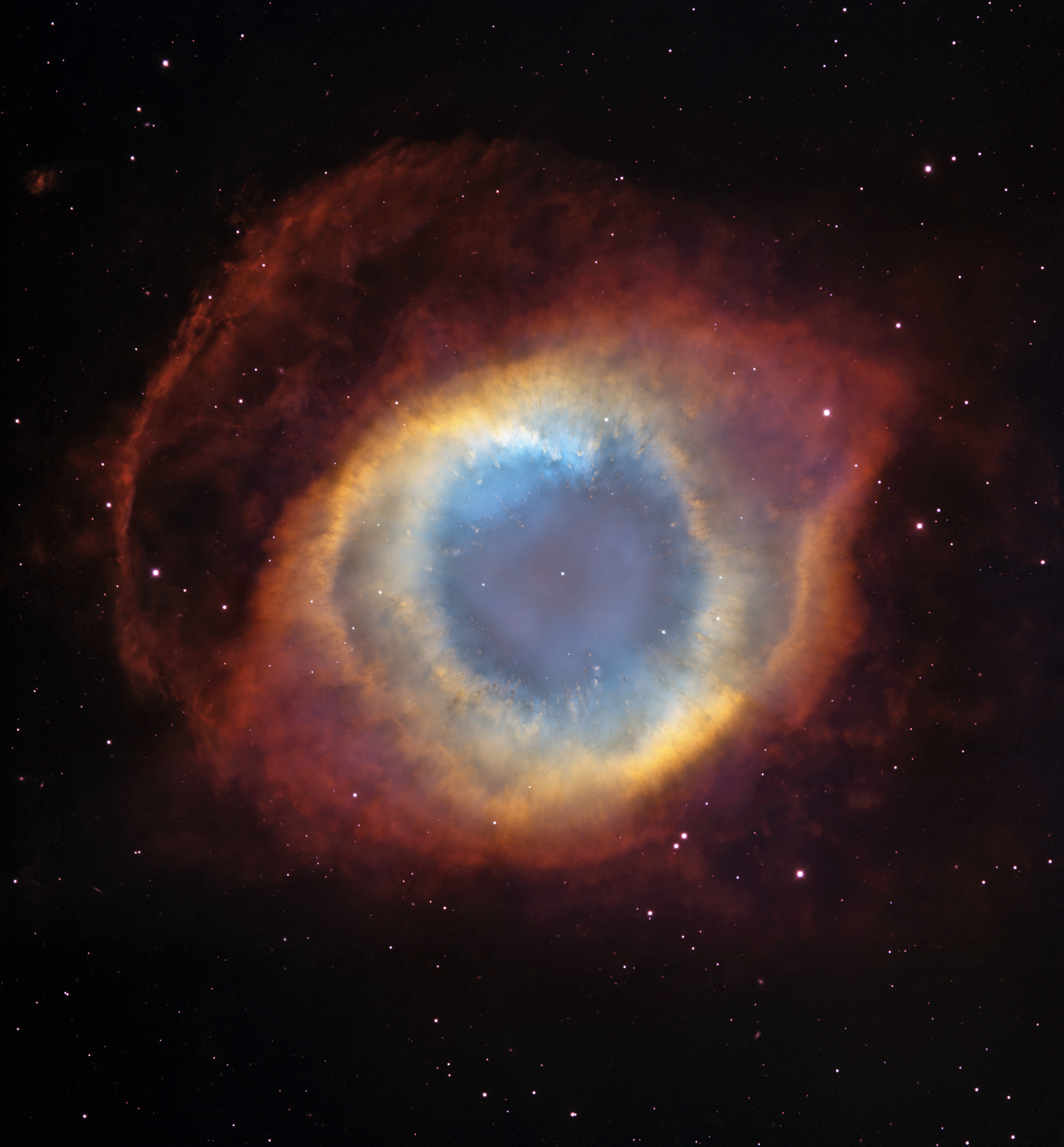
惑星状星雲であるらせん星雲の姿は、太陽が80億年後につくりだすものによく似ている

中心核のヘリウムが核融合によって炭素に転換された後、太陽の中心核は再び収縮を始め、外層のガスを惑星状星雲として流出させた後、小さな白色矮星へと進化する。現在から500億年後、地球と月が太陽に飲み込まれず残っていた場合、両者に潮汐ロックが起こり、地球と月は互いに常に同じ面で向かい合うことになる。その後、太陽の潮汐作用が地球・月系の角運動量を奪い、月の軌道は減衰され、一方で地球の自転は加速される。
地球・月系への太陽の干渉により、月は地球に向かって緩慢な速度で近づいていき、現在から約650億年後には地球と衝突すると予測されている。
今後の30兆年という歳月の間には、太陽はほかの恒星との近接遭遇を経験することになる。結果として、太陽を公転する惑星の軌道は乱され、太陽系から放り出される可能性もある。地球がここまでに挙げた全ての事象を回避すると仮定した場合、地球の最終的な消滅は、1020年（1垓年）後、重力放射による軌道の減衰の結果、黒色矮星と化した太陽と衝突することによってもたらされる。

## 関連文献
- Scotese, Christopher R., PALEOMAP Project 2009年8月28日閲覧。.
- Tonn, B. E. (March 2002), “Distant futures and the environment”, Futures 34 (2):  117–132, doi:10.1016/S0016-3287(01)00050-7.